# Robert D. Webb
Robert D. Webb, född 8 januari 1903 i Clay City i Kentucky, död 18 april 1990 i Newport Beach i Kalifornien, var en amerikansk filmregissör.
Webb belönades med en Oscar för bästa regiassistent år 1937 för filmen In Old Chicago i samband med Oscarsgalan 1938 som var den sista gången som en regiassistent belönades med en Oscar.
Han var gift med filmklipparen Barbara McLean.